# Danso
Le danso (coréen : 단소, hanja : 短簫, littéralement : xiao court, romanisation révisée : danso, romanisation McCune-Reischauer : tanso) est une flûte coréenne courte, à encoche, réalisée en bambou et munie d'une embouchure de type quena et de 5 trous. Ce type de flûte est généralement en bambou, on en fait toutefois en matière plastique aujourd'hui.
C'est la version coréenne du duanxiao (chinois simplifié : 短箫 ; chinois traditionnel : 短簫 ; pinyin : duǎnxiāo), arrivé en Corée au XIXe siècle.
Bien que son apprentissage ne soit pas aisé en raison de la difficulté à pouvoir en sortir un premier son, c'est l'instrument généralement utilisé en Corée du Sud pour l'apprentissage de la musique à l'école, au même titre que la flûte à bec en Europe.

## Utilisation

Doigté de danso, l'embouchure est en bas et donc le doigté à l'envers. la hauteur des notes est décalée d'une octave sur la portée.

Le joueur tient la flûte verticalement, avec un angle de 45° ou plus, des deux mains. La main gauche est au dessus de la flûte, son pouce opérant le trou du pouce et les deux premiers doigts les trous les plus hauts. Les deux trous restants sont manipulés par la main droite.